# Бялата стая
„Бялата стая“ е български игрален филм (драма) от 1968 година на режисьора Методи Андонов, по сценарий на Богомил Райнов. Редактор е Павел Вежинов. Оператор е Димо Коларов. Създаден е по повестта „Пътища за никъде“ на Богомил Райнов. Музиката във филма е композирана от Димитър Вълчев. Художник на постановката е Петко Бончев.

## Сюжет
Действието на филма се развива в София през 60-те години на XX век. Историята проследява живота на учения Петър Александров (Апостол Карамитев), който лежи в болница тежко болен. Дългите часове, проточили се в самота между четирите стени, го карат да размишлява за себе си, за живота и всички онези неща, които са му се случвали през годините, добри или лоши. Спомените му го връщат обратно при срещите с неговия приятел Буби и любовницата му Рина (Елена Райнова). Буби е женен и Александров служи за параван, прикриващ срещите му с Рина. По този начин Буби запазва образа си на порядъчен съпруг. Александров неусетно се влюбва в Рина, но пази чувствата си в тайна. Един ден двамата се срещат случайно и Рина казва на Александров, че Буби не е в града, започва да му прави намеци да я покани на среща, но Александров не знае какво да каже, защото си мисли, че тя си играе с него. Същата вечер Александров признава любовта си към Рина-любов с история, любов от първата вечер. След като се разделят с Рина, Александров не спира да я търси, но тя не му отговаря. Буби разбира за връзката им и казва на приятеля си да не ходи след Рина, защото тя не е за него. „Не гони тая жена... нямаш необходимите средства да си я сервираш.“ Александров си въобразява, че Рина го обича, но истината е зла и с големи чувства само не се живее. Филмът постоянно смесва сегашно и минало, спомените и бялата стая.
В следващата сцена от филма Александров ни е показан в болничната си стая, говорейки с една сестра, която му казва, че първото условие да оздравееш е да искаш да оздравееш. Говорят за времето и за сезоните. Героят е изпаднал в една рутина, така че отдавна не забелязва времето. „Каквото ти е настроението, такова е и времето.“ Васил Пеев (Константин Коцев), колега на Александров, идва на свиждане и му разказва, че в работата му не са повярвали на това, че е болен и са пратили човек да провери дали наистина е така. Докато Васил говори, Александров постоянно си мисли за „приятеля, който ти напомня винаги за неприятеля.“ Чрез образа на Пеев, Александров си спомня за Стоев. След разговора с Васил Пеев, ученият е погълнат отново от спомените си. Спомня си за книгата си „Психология на чувствата“, за разговора със Стоев (Георги Черкелов), който му казва, че чувствата са любима тема на субективистите и му препоръчва да пише за разума. „Такива трудове са нужни нам.“ Александров се оказва по средата на спор между Стоев и Пеев. Той не взема страна, казва, че принадлежи на партията, а всичко останало му се струва боричкане за престиж. При следващата среща на Александров със Стоев, Стоев му казва, че трябва да поправи рецензията си, прави му намеци за бъдещето му на професор в Университета и му казва сам да си прави изводите. Александров остава верен на себе си и не променя рецензията, но трудът му е гласуван и отхвърлен. Издаването на книгата му е отложено за неопределено време.
Следват сцените, в които героят си спомня за жена си Александра /Сашка/ (Доротея Тончева). Тя е негова студентка, която го моли да занесе книжката ѝ на Пеев, за да ѝ завери семестъра. След това Сашка и Александров се разхождат в парка, там уличен музикант свири песента на Рина и Петър. Тогава Сашка признава любовта си към Александров, а той от своя страна си спомня за последната си среща с Рина, която му казва, че се е омъжила за един ужасно добър и ужасно скучен човек. Тогава Александров ѝ казва, че не я е преболедувал все още, след което се разделят мълчаливо. От болничната си бяла стая героят продължава да се рее из спомените си - спомня си жена си и раждането на първородната им дъщеря Катя. Александров никога не си е представял бъдещата си жена като Александра и когато я е видял с детенце на ръце си помислил, че тя го е задигнала от някъде. По-късно Александров си спомня за раждането на втората си дъщеря, за щастливите моменти, прекарани със семейството си и за смъртта на Александра. Той осъзнава какво е значела Сашка за него в мига, в който я тя вече не е в живота му.
Пеев отново идва на свиждане и казва на Александров, че са отхвърлили книгата му, заради „стоевски“ мотиви. Стоев иска от Александров да се преклони. В болничната стая Александров си представя разговор с жена си, в който ѝ разказва за борбите, които води в живота. Състоянието на Петър Александров се влошава, но той продължава да „лети“ из спомените си - привижда му се Рина, която му казва, че вече е късно; спомня си за Университета и сватбата си; спомня си за дома и разрушението след бомбардировките; спомня си за линейката, която го преследва и за последния му ден с дъщерите му преди да се влоши и да влезе в болница.
Пеев отива да види Александров, за да му съобщи добрата новина за издаването на „Психология на чувствата“, но прозорецът на бялата стая е затворен и Александров не се показва на него. Филмът започва и свършва по един и същи начин - с близък план на героя, който броди из софийските улици.

## Състав

### Актьорски състав
| Изпълнител                           | Роля                                            |
| ------------------------------------ | ----------------------------------------------- |
| Апостол Карамитев                    | доцент Петър Александров                        |
| Елена Райнова                        | Рина                                            |
| Доротея Тончева                      | Александра/Катя, голямата дъщеря на Александров |
| Константин Коцев                     | Васил Пеев                                      |
| Георги Черкелов                      | доцент Стоев                                    |
| Заслужила артистка: Стоянка Мутафова | майката на Рина                                 |
| Илка Зафирова                        | лекарката                                       |
| Нейчо Попов                          | Буби                                            |
| Народен артист: Георги Калоянчев     | клоун                                           |
| Григор Вачков                        | клоун                                           |
| Георги Попов                         | лекарят                                         |
| Никола Анастасов                     | диригентът на оркестъра                         |
| Божидар Лечев                        |                                                 |
| Василка Чиликова                     |                                                 |
| Ани Дамянова                         | майката на Александров                          |
| Лили Енева                           |                                                 |
| Милена Андонова                      | голямата/малката дъщеря на Александров          |
| Невена Андонова                      | малката дъщеря на Александров                   |

### Творчески и технически екип
| Сценарий              | Богомил Райнов                                                                                     |
| Режисьор              | Методи Андонов                                                                                     |
| Оператор              | Димо Коларов                                                                                       |
| Редактор              | Павел Вежинов                                                                                      |
| Художник              | Петко Бончев                                                                                       |
| Костюми               | Константин Радев                                                                                   |
| Музика                | Димитър Вълчев                                                                                     |
| Изпълнител на песента | Коста Карагеоргиев                                                                                 |
| Звукооператор         | Емил Павлов                                                                                        |
| Монтаж                | Елена Димитрова                                                                                    |
| Втори режисьор        | Иванка Гръбчева                                                                                    |
| Асистент-режисьори    | Дора Тодорова Лили Дюстабанова                                                                     |
| Асистент-оператори    | Радослав Спасов Константин Чернев                                                                  |
| Грим                  | Нини Петрович                                                                                      |
| Фотограф              | Георги Русинов                                                                                     |
| Директор              | Вълчо Драганов                                                                                     |
| Distributed by        | Изпълнителна агенция „Национален филмов център“ Студия за игрални филми „София“ /Copyright © 1968/ |

## Рецепция на филма
„Бялата стая“ е дебютна кино творба на режисьора Методи Андонов. Ето какво казва той за филма: "Не бих искал да се занимавам с „болнична творба“. И по начало „Бялата стая“ не е „болнична“ история. Болницата и болестта на главния герой в крайна сметка имат символичен характер. След 45 години съществуване Александров се изправя неочаквано пред смъртта… Всъщност болестта, това е временната спирка в живота на героя, спирката, на която той трябва да преоцени целия си съзнателен живот взискателно, сериозно и прецизно."
Филмът е адресиран към интелигенцията. „Бялата стая“ представя интелектуалецът като положителен герой. Централен проблем на филма е въпросът за свободата на твореца. Когато излиза, филмът на Методи Андонов е радушно приветстван от интелигенцията и остава в историята като пример за кинематографично майсторство в българското кино. 
Филмът е изпратен на фестивали извън Европа, дъщерята на Методи Андонов - Милена Андонова - представя филма на Берлинале. Ето какво казва тя за участието на филма на Берлинале: „... Имате ли усещането, че в чужбина приемат по-добре българското кино, отколкото тук? Като че ли обликът на киното ни, погледнат отвън, не е толкова печален, колкото на нас ни се струва.“
Ами, да. Когато преди време на Берлинале в една паралелна програма беше включен филмът на баща ми Методи Андонов „Бялата стая“ и аз бях поканена да го представя от позицията на участник, след прожекцията при мен дойде шефът на тяхната филмотека и каза: „Къде сте ги крили тези филми? Ние защо не знаем за тях? Това е европейско ниво.“... Но за да се усети присъствието на българското кино, трябва не само да се говори за него, а да има и процес, атмосфера на конкуренция и производство, за да се раждат нормални филми...“

## Награди
- Голямата награда „Златна роза“ от Фестивала на българското игрално кино (ФБФ) (Варна, 1968).
- Наградата за „най-добра мъжка роля“ на Апостол Карамитев от Фестивала на българското игрално кино (ФБФ) (Варна, 1968).
- Наградата за най-добра женска роля на Доротея Тончева (и за ролята ѝ в „Шибил“) от Фестивала на българското игрално кино (ФБФ) (Варна, 1968).
- „I награда“ за филма на режисьора Методи Андонов от Международния филмов фестивал в (Делхи, Индия, 1970).